# Hyocomium armoricum
Hyocomium armoricum är en bladmossart som beskrevs av Roelof J.van der Wijk och Margadant 1961. Enligt Catalogue of Life ingår Hyocomium armoricum i släktet Hyocomium och familjen Hypnaceae, men enligt Dyntaxa är tillhörigheten istället släktet Hyocomium och familjen Hypnaceae. Arten har ej påträffats i Sverige. Inga underarter finns listade i Catalogue of Life.